# Moções de confiança em Portugal
A moção de confiança em Portugal é uma iniciativa governamental em que o Governo solicita um voto de confiança da Assembleia da República sobre a execução do Programa do Governo ou sobre assunto de relevante interesse nacional.
A rejeição de uma moção de confiança implica a demissão do Governo. Ao contrário das moções de censura, a aprovação de uma moção de confiança é realizada por maioria simples dos Deputados presentes. Igualmente, a rejeição de uma moção de censura carece somente de uma maioria simples.
Apenas o Primeiro-Ministro pode apresentar moções de confiança, após a aprovação da moção pelo Conselho de Ministros.

## História
No histórico da democracia portuguesa, já foram apresentadas 12 moções de confiança. Das 12, apenas duas derrubaram o Governo ao serem rejeitadas, em 1977, e em 2025.

## Moções de Confiança
| Data                             | Primeiro-Ministro         | Primeiro-Ministro                           | Votação                                   | A Favor                                   | Contra                                    | Abstenções                                | Resultado                                 |                           |
| I Legislatura (1976–1980)        | I Legislatura (1976–1980) | I Legislatura (1976–1980)                   | I Legislatura (1976–1980)                 | I Legislatura (1976–1980)                 | I Legislatura (1976–1980)                 | I Legislatura (1976–1980)                 | I Legislatura (1976–1980)                 | I Legislatura (1976–1980) |
| -------------------------------- | ------------------------- | ------------------------------------------- | ----------------------------------------- | ----------------------------------------- | ----------------------------------------- | ----------------------------------------- | ----------------------------------------- | ------------------------- |
| 7 de dezembro de 1977            |                           | Mário Soares (Governo PS)                   | 100 – 159                                 | PS (100)                                  | PSD, CDS, PCP, UDP e 5 Ind. (159)         | –                                         | Rejeitada                                 |                           |
| 18 de janeiro de 1980            |                           | Francisco Sá Carneiro (Governo AD)          | 128 – 113                                 | PSD, CDS, PPM e 5 Ind. (128)              | PS, PCP, MDP e UDP (113)                  | –                                         | Aprovada                                  |                           |
| II Legislatura (1980–1983)       |                           |                                             |                                           |                                           |                                           |                                           |                                           |                           |
| 18 de novembro de 1980           |                           | Francisco Sá Carneiro (Governo AD)          | 132 – 87                                  | PSD, CDS e PPM (132)                      | PS, PCP, ASDI, UEDS, MDP e UDP (87)       | –                                         | Aprovada                                  |                           |
| 23 de janeiro de 1981            |                           | Francisco Pinto Balsemão (Governo AD)       | 133 – 97                                  | PSD, CDS e PPM (133)                      | PS, PCP, ASDI, UEDS, MDP e UDP (97)       | –                                         | Aprovada                                  |                           |
| 19 de setembro de 1981           |                           | Francisco Pinto Balsemão (Governo AD)       | 126 – 88                                  | PSD, CDS e PPM (126)                      | PS, PCP, ASDI, UEDS, MDP e UDP (88)       | –                                         | Aprovada                                  |                           |
| III Legislatura (1983–1985)      |                           |                                             |                                           |                                           |                                           |                                           |                                           |                           |
| 23 de junho de 1983              |                           | Mário Soares (Governo PS/PSD)               | 161 – 67                                  | PS, PSD e ASDI (161)                      | PCP, CDS, MDP e 1 Ind. (67)               | UEDS (4)                                  | Aprovada                                  |                           |
| 7 de junho de 1984               |                           | Mário Soares (Governo PS/PSD)               | 161 – 74                                  | PS, PSD e ASDI (161)                      | PCP, CDS, MDP, UEDS e 1 Ind. (74)         | –                                         | Aprovada                                  |                           |
| IV Legislatura (1985–1987)       |                           |                                             |                                           |                                           |                                           |                                           |                                           |                           |
| 24 de junho de 1986              |                           | Aníbal Cavaco Silva (Governo PSD)           | 108 – 93                                  | PSD, CDS e 2 Ind. (108)                   | PS, PCP, MDP e 3 Ind. (93)                | PRD (44)                                  | Aprovada                                  |                           |
| V Legislatura (1987–1991)        |                           |                                             |                                           |                                           |                                           |                                           |                                           |                           |
| –                                |                           | Aníbal Cavaco Silva (Governo PSD)           | Não foram solicitadas moções de confiança | Não foram solicitadas moções de confiança | Não foram solicitadas moções de confiança | Não foram solicitadas moções de confiança | Não foram solicitadas moções de confiança |                           |
| VI Legislatura (1991–1995)       |                           |                                             |                                           |                                           |                                           |                                           |                                           |                           |
| –                                |                           | Aníbal Cavaco Silva (Governo PSD)           | Não foram solicitadas moções de confiança | Não foram solicitadas moções de confiança | Não foram solicitadas moções de confiança | Não foram solicitadas moções de confiança | Não foram solicitadas moções de confiança |                           |
| VII Legislatura (1995–1999)      |                           |                                             |                                           |                                           |                                           |                                           |                                           |                           |
| –                                |                           | António Guterres (Governo PS)               | Não foram solicitadas moções de confiança | Não foram solicitadas moções de confiança | Não foram solicitadas moções de confiança | Não foram solicitadas moções de confiança | Não foram solicitadas moções de confiança |                           |
| VIII Legislatura (1999–2002)     |                           |                                             |                                           |                                           |                                           |                                           |                                           |                           |
| –                                |                           | António Guterres (Governo PS)               | Não foram solicitadas moções de confiança | Não foram solicitadas moções de confiança | Não foram solicitadas moções de confiança | Não foram solicitadas moções de confiança | Não foram solicitadas moções de confiança |                           |
| IX Legislatura (2002–2005)       |                           |                                             |                                           |                                           |                                           |                                           |                                           |                           |
| 18 de abril de 2002              |                           | José Manuel Durão Barroso (Governo PSD/CDS) | 119 – 111                                 | PSD e CDS (119)                           | PS, PCP, BE e PEV (111)                   | –                                         | Aprovada                                  |                           |
| 29 de julho de 2004              |                           | Pedro Santana Lopes (Governo PSD/CDS)       | 119 – 111                                 | PSD e CDS (119)                           | PS, PCP, BE e PEV (111)                   | –                                         | Aprovada                                  |                           |
| X Legislatura (2005–2009)        |                           |                                             |                                           |                                           |                                           |                                           |                                           |                           |
| –                                |                           | José Sócrates (Governo PS)                  | Não foram solicitadas moções de confiança | Não foram solicitadas moções de confiança | Não foram solicitadas moções de confiança | Não foram solicitadas moções de confiança | Não foram solicitadas moções de confiança |                           |
| XI Legislatura (2009–2011)       |                           |                                             |                                           |                                           |                                           |                                           |                                           |                           |
| –                                |                           | José Sócrates (Governo PS)                  | Não foram solicitadas moções de confiança | Não foram solicitadas moções de confiança | Não foram solicitadas moções de confiança | Não foram solicitadas moções de confiança | Não foram solicitadas moções de confiança |                           |
| XII Legislatura (2011–2015)      |                           |                                             |                                           |                                           |                                           |                                           |                                           |                           |
| 25 de julho de 2013              |                           | Pedro Passos Coelho (Governo PSD/CDS)       | 132 – 98                                  | PSD e CDS (132)                           | PS, PCP, BE e PEV (98)                    | –                                         | Aprovada                                  |                           |
| XIII Legislatura (2015–2019)     |                           |                                             |                                           |                                           |                                           |                                           |                                           |                           |
| –                                |                           | Pedro Passos Coelho (Governo PàF)           | Não foram solicitadas moções de confiança | Não foram solicitadas moções de confiança | Não foram solicitadas moções de confiança | Não foram solicitadas moções de confiança | Não foram solicitadas moções de confiança |                           |
| –                                |                           | António Costa (Governo PS)                  | Não foram solicitadas moções de confiança | Não foram solicitadas moções de confiança | Não foram solicitadas moções de confiança | Não foram solicitadas moções de confiança | Não foram solicitadas moções de confiança |                           |
| XIV Legislatura (2019–2022)      |                           |                                             |                                           |                                           |                                           |                                           |                                           |                           |
| –                                |                           | António Costa (Governo PS)                  | Não foram solicitadas moções de confiança | Não foram solicitadas moções de confiança | Não foram solicitadas moções de confiança | Não foram solicitadas moções de confiança | Não foram solicitadas moções de confiança |                           |
| XV Legislatura (2022–2024)       |                           |                                             |                                           |                                           |                                           |                                           |                                           |                           |
| –                                |                           | António Costa (Governo PS)                  | Não foram solicitadas moções de confiança | Não foram solicitadas moções de confiança | Não foram solicitadas moções de confiança | Não foram solicitadas moções de confiança | Não foram solicitadas moções de confiança |                           |
| XVI Legislatura (2024–2025)      |                           |                                             |                                           |                                           |                                           |                                           |                                           |                           |
| 11 de março de 2025              |                           | Luís Montenegro (Governo AD)                | 141 – 88                                  | PSD, CDS e IL (88)                        | PS, CH, BE, PCP, L e PAN (141)            | –                                         | Rejeitada                                 |                           |
| XVII Legislatura (2025–presente) |                           |                                             |                                           |                                           |                                           |                                           |                                           |                           |
| –                                |                           | Luís Montenegro (Governo AD)                | Não foram solicitadas moções de confiança | Não foram solicitadas moções de confiança | Não foram solicitadas moções de confiança | Não foram solicitadas moções de confiança | Não foram solicitadas moções de confiança |                           |